# 田束山
田束山（たつがねさん）とは宮城県本吉郡南三陸町と気仙沼市にまたがる山である。古くから霊峰として栄え、奥州藤原氏も信仰していたといわれる。そのため多数の経塚をはじめとした遺跡も発見されている。藤原秀衡が建立した寂光寺の跡が残る。
標高512mと付近の山の中ではとりわけ高い為、三陸海岸を一望できる。5月に開花する5万本のツツジでも名高く、三陸復興国立公園の飛地となっている。

## 歴史
安中年間黄金文化を開花させた岩手県平泉の藤原秀衡が深くこの田束山を信心し山頂に羽黒山清水寺、中腹に田束山寂光寺、北嶺に幌羽山金峰寺など七堂伽藍、七十余房を造営、「秀衡の子本吉四郎高衡をして山神祭禮を司さとらしむ」と当時の書物に記載されている。田束山経塚が出土したのはこの為である。
その後奥州合戦において奥州藤原氏に由来するという事でこの地も荒廃してしまう。聖人であった満海上人はそれを嘆きつつ、自らも弥勒菩薩に深く帰依し、自ら即身仏（ミイラ仏）となるため入山したのだと伝えられている。また一説には、田束山がキリシタンの焼き討ちにあってまたも荒廃の危機にあった時に、切支丹退散を念じて入定したのだとも伝えられている。
田束山は僧にとって格好の修行の場であった。現在、田束山に登るには麓の樋の口地区から入山するか払川・上沢地区から入山するか二通りあるが当時は主に樋の口地区から入山していた。樋の口（ひのくち）という地区の名前も元々は「僧が山の入り口なので松明に火を点ける入り口」が由来となっている。その古くからの集落である樋の口から田束山に登拝する樋の口御坂の東の沢を「滝の沢」と呼びが、その沢沿いが「行者の道」として現在整備されている。一帯は「東の行場」と呼ばれる修行場だったと伝えられており、「蜘蛛滝」「穴滝」といった滝が見られる（坊ァ墓もこれに由来）。

## 周辺地域
麓の樋の口には慈覚大師（円仁）作と伝える不動明王像を祀っている荒沢不動尊（樋の口不動尊）がある。南三陸町で5月頃に行われる山頂のツツジの開花にあわせて行われる「つつじ祭り」の際に参拝する観光客も多い。田束山山頂には以前レストハウス（食堂兼連絡所）があったが、老朽化の為、2008年に解体された。山頂に登るには先述した樋の口ルートか払川・上沢ルート、若しくは気仙沼市本吉町小泉ルートの3つがある。徒歩で自然と古来の修行の場を見ながら山頂を目指す場合は樋の口ルートが良く（雨の後は注意が必要。地元の歌津中学校の二年生が行う田束山登山も樋の口ルートである）、自動車で手軽に山頂を目指したい場合は払川・上沢、小泉ルートが適している。